# Inmaculada Guaita Vañó
Inmaculada Guaita Vañó (Picasent, 22 de marzo de 1965) es una política española, del Partido Popular de la Comunidad Valenciana diputada en el Congreso en la IX y X legislaturas.

## Biografía
Militante del Partido Popular desde 1983, ha sido Directora de Relaciones Institucionales de la sociedad Proyectos Temáticos de la Comunidad Valenciana. Ha sido elegida concejala del ayuntamiento de Picasent a las elecciones siguientes municipales de 1999, 2003, 2007, 2011, 2015 y 2019. 
El 2009 sustituyó en su escaño José María Michavila, elegido diputado a las elecciones generales españolas de 2008 y que renunció a su escaño "por razones personales y familiares de 2009 a 2011 ha sido vocal de la Comisión de Justicia y de la Comisión de Sanidad, Política Social y Consumo del Congreso de los Diputados. en 2014 sustituiría en el Congreso de los Diputados su compañero de partido Esteban González Pons, elegido diputado al Parlamento Europeo. Desde entonces es secretaria primera de la Comisión de Igualdad del Congreso hasta 2015.